# Chlorophorus basilanus
Chlorophorus basilanus là một loài bọ cánh cứng trong họ Cerambycidae.